# Уитмор-Виллидж
Уитмор-Виллидж (англ. Whitmore Village) — статистически обособленная местность, расположенная в округе Гонолулу (штат Гавайи, США).

## География
Согласно Бюро переписи населения США статистически обособленная местность Уитмор-Виллидж имеет общую площадь 2,4 квадратных километров, относящихся к суше.

## Демография
По данным переписи населения за 2000 год в Уитмор-Виллидж проживало 4057 человек, насчитывалось 940 домашних хозяйств, 818 семей и 991 жилой дом. Средняя плотность населения составляла около 1703,3 человек на один квадратный километр.
Расовый состав Уитмор-Виллидж по данным переписи распределился следующим образом: 5,1 % белых, 0,44 % — чёрных или афроамериканцев, 0,1 % — коренных американцев, 65,89 % — азиатов, 6,53 % — коренных жителей тихоокеанских островов, 20,98 % — представителей смешанных рас, 0,96 % — других народностей. Испаноговорящие составили 7,59 % населения.
Из 940 домашних хозяйств в 43,6 % — воспитывали детей в возрасте до 18 лет, 64,8 % представляли собой совместно проживающие супружеские пары, в 14,6 % семей женщины проживали без мужей, 12,9 % не имели семьи. 9,8 % от общего числа семей на момент переписи жили самостоятельно, при этом 5,5 % составили одинокие пожилые люди в возрасте 65 лет и старше. В среднем домашнее хозяйство ведут 4,28 человек, а средний размер семьи — 4,39 человек.
Население Уитмор-Виллидж по возрастному диапазону (данные переписи 2000 года) распределилось следующим образом: 29,9 % — жители младше 18 лет, 9,6 % — между 18 и 24 годами, 27,5 % — от 25 до 44 лет, 19,9 % — от 45 до 64 лет и 13,1 % — в возрасте 65 лет и старше. Средний возраст жителей составил 34 года. На каждые 100 женщин приходилось 101,1 мужчин, при этом на каждые сто женщин 18 лет и старше приходилось 99 мужчин также старше 18 лет.
Средний доход на одно домашнее хозяйство Уитмор-Виллидж составил 52 308 долларов США, а средний доход на одну семью — 55 508 долларов. При этом мужчины имели средний доход в 27 885 долларов в год против 23 139 долларов среднегодового дохода у женщин. Доход на душу населения составил 14 315 долларов в год. 7,5 % от всего числа семей в местности и 11,1 % от всей численности населения находилось на момент переписи за чертой бедности, при этом 13,9 % из них были моложе 18 лет и 11,4 % — в возрасте 65 лет и старше.